# Admiralty Arch

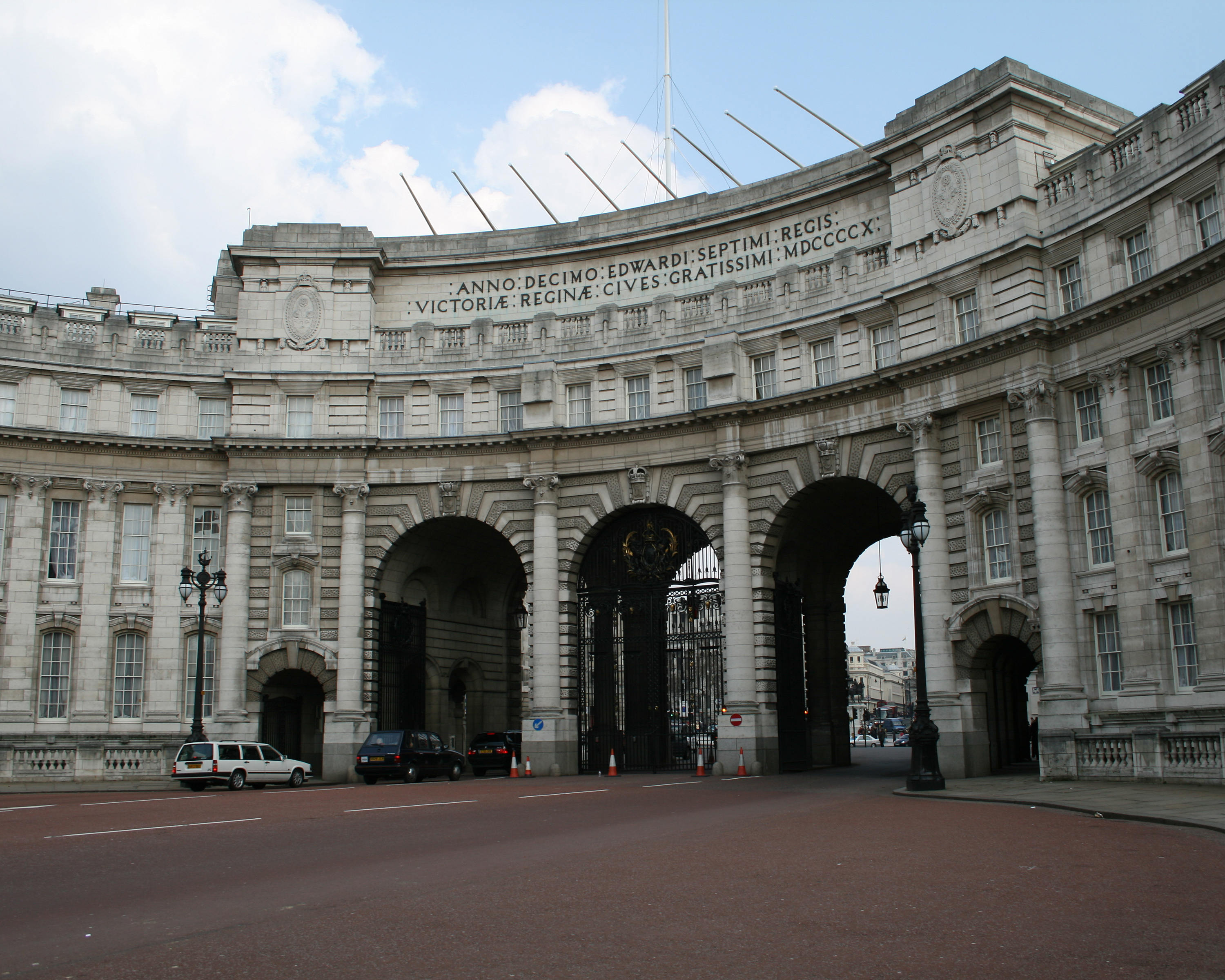
Admiralty Arch.

O Admiralty Arch (inglês para Arco do Almirantado) é um grande edifício situado em Londres, no Reino Unido, que incorpora uma arcada fornecendo acesso de automóveis e pedestres entre o The Mall e a Trafalgar Square. Como grande parte das construções vizinhas, foi desenhado por Sir Aston Webb e construído pela John Mowlem & Co em 1912. É adjacente ao Old Admiralty Building, de onde provém seu nome. Está classificado como de I Grau dos Edifícios listados do Reino Unido.
O edifício foi construído pelo Rei Eduardo VII do Reino Unido, em memória de sua mãe Rainha Vitória, embora ele não tenha vivido para ver a sua conclusão. A inscrição latina, na parte superior tem o seguinte teor:
 : ANNO : DECIMO : EDWARDI : SEPTIMI : REGIS :
 : VICTORIÆ : REGINÆ : CIVES : GRATISSIMI : MDCCCCX :
(No décimo ano do Rei Eduardo VII, à Rainha Vitória, dos mais gratos  cidadãos, 1910)

## London Nose
Uma característica do famoso Admiralty Arch é o seu "nariz". Sobre a parede interior do arco setentrional há uma pequena protrusão com  o tamanho e a forma de um nariz humano. Existe pouca ou nenhuma informação pública quanto ao motivo pelo qual ela está lá. O nariz está a uma altura de cerca de sete pés. Uma tradição local assegura que o nariz fora afixado em honra do Duque de Wellington, que ficou conhecido sobretudo por ter um grande nariz. Outros prédios públicos em Londres também possuem o famoso nariz, instalado em 1997 pelo artista plástico Rick Buckley e ganharam o apelido local de "London Nose".